# Stenocorus caeruleipennis
Stenocorus caeruleipennis är en skalbaggsart som beskrevs av Bates 1873. Stenocorus caeruleipennis ingår i släktet Stenocorus och familjen långhorningar. Inga underarter finns listade i Catalogue of Life.